# Tarenna dallachiana
Tarenna dallachiana là một loài thực vật có hoa trong họ Thiến thảo. Loài này được (F.Muell. ex Benth.) S.Moore miêu tả khoa học đầu tiên năm 1926.